# Chitonida
Chitonida is een orde van keverslakken.

## Taxonomie
De volgende onderordes zijn bij de orde ingedeeld:
- Acanthochitonina Bergenhayn, 1930
- Chitonina Thiele, 1909

Opmerking: De taxa van de voorheen separate onderorde Ischnochitonina zijn ingedeeld bij de onderorde Chitonina.